# Élections générales espagnoles de 2011 en Andalousie
Les élections générales espagnoles de 2011 (en espagnol : Elecciones generales de España de 2011) se sont tenues le dimanche 20 novembre 2011 afin d'élire les 350 députés et 208 des 266 sénateurs de la Xe législature des Cortes Generales. 60 députés sont élus en Andalousie (un de moins que lors du dernier scrutin).

## Résultats

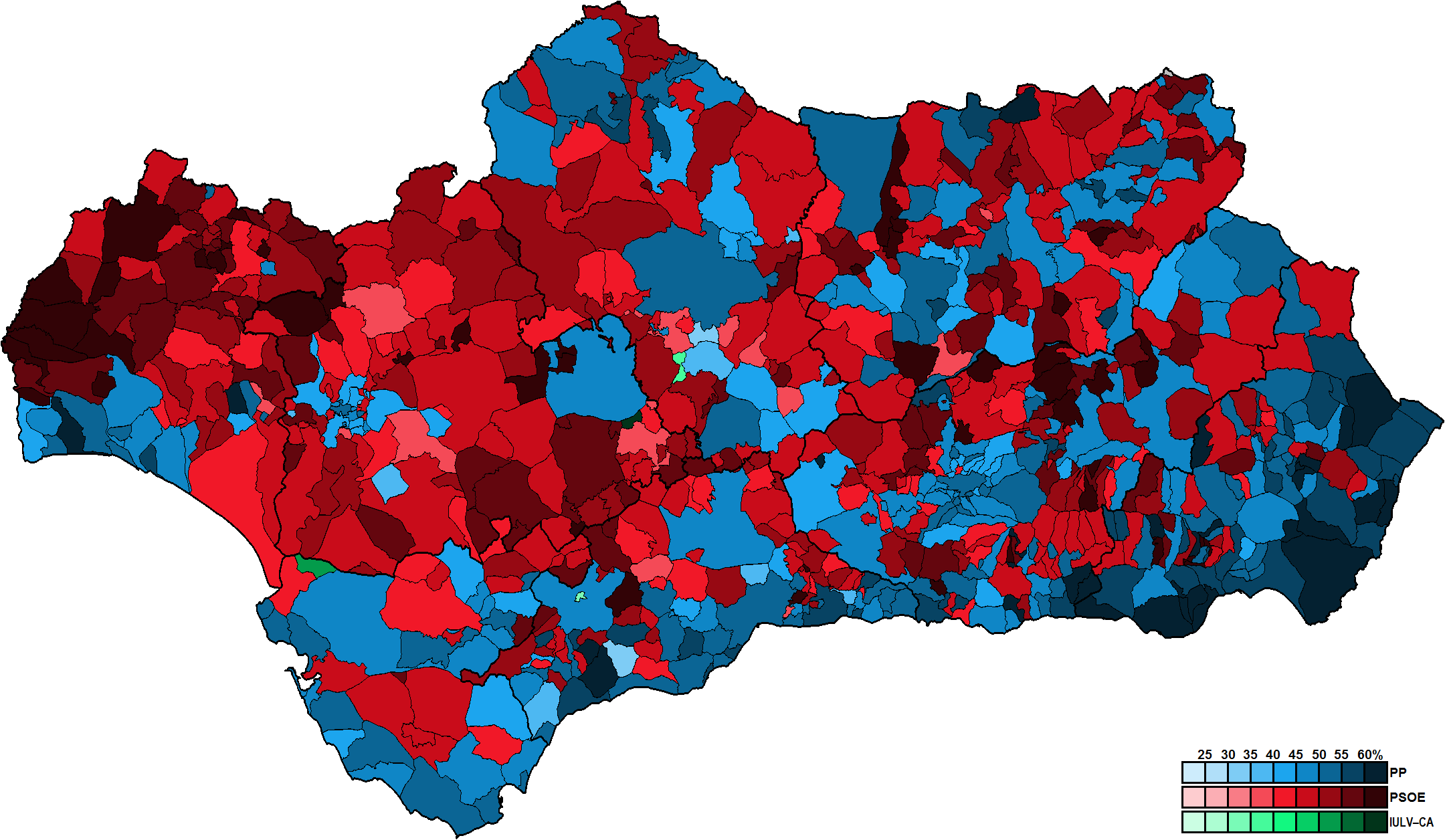
Résultats par commune.

| Parti                  | Parti                                                   | Voix      | %     | +/-   | Sièges | +/-           |
| ---------------------- | ------------------------------------------------------- | --------- | ----- | ----- | ------ | ------------- |
|                        | Parti populaire (PP)                                    | 1 985 612 | 45,57 | 7,39  | 33     | 8             |
|                        | Parti socialiste ouvrier espagnol (PSOE)                | 1 594 893 | 36,60 | 15,33 | 25     | 11            |
|                        | Gauche plurielle (IULV-CA)                              | 360 212   | 8,27  | 3,16  | 2      | 2             |
|                        | Union, progrès et démocratie (UPyD)                     | 207 923   | 4,77  | 3,67  | 0      | en stagnation |
|                        | Parti andalou (PA)                                      | 76 999    | 1,77  | 0,25  | 0      | en stagnation |
|                        | Equo                                                    | 35 639    | 0,82  | Nv.   | 0      | en stagnation |
|                        | Sièges en blanc (EB)                                    | 11 194    | 0,26  | Nv.   | 0      | en stagnation |
|                        | Parti animaliste contre la maltraitance animale (PACMA) | 7 966     | 0,18  | 0,03  | 0      | en stagnation |
|                        | Parti communiste des peuples d'Espagne (PCPE)           | 5 556     | 0,13  | 0,05  | 0      | en stagnation |
|                        | Autres partis                                           | 18 482    | 0,42  | -     | 0      | -             |
|                        | Vote blanc                                              | 53 267    | 1,22  | 0,22  |        |               |
|                        |                                                         |           |       |       |        |               |
| Suffrages exprimés     | Suffrages exprimés                                      | 4 357 743 | 98,07 |       |        |               |
| Votes nuls             | Votes nuls                                              | 45 305    | 1,03  |       |        |               |
| Total                  | Total                                                   | 4 403 048 | 100   | -     | 60     | 1             |
| Abstention             | Abstention                                              | 1 987 090 | 31,10 |       |        |               |
| Inscrits/Participation | Inscrits/Participation                                  | 6 390 138 | 68,90 |       |        |               |

### Résultats par provinces

#### Almería
| Parti                  | Parti                                    | Voix    | %     | +/-   | Sièges | +/-           |
| ---------------------- | ---------------------------------------- | ------- | ----- | ----- | ------ | ------------- |
|                        | Parti populaire (PP)                     | 180 249 | 57,60 | 7,72  | 4      | 1             |
|                        | Parti socialiste ouvrier espagnol (PSOE) | 93 495  | 29,88 | 12,13 | 2      | 1             |
|                        | Gauche plurielle (IULV-CA)               | 16 445  | 5,26  | 2,57  | 0      | en stagnation |
|                        | Union, progrès et démocratie (UPyD)      | 12 225  | 3,91  | 3,35  | 0      | en stagnation |
|                        | Equo                                     | 2 828   | 0,90  | Nv.   | 0      | en stagnation |
|                        | Parti andalou (PA)                       | 2 659   | 0,85  | 0,31  | 0      | en stagnation |
|                        | Démocratie nationale (DN)                | 493     | 0,16  | 0,13  | 0      | en stagnation |
|                        | Gauche anticapitaliste (IA)              | 338     | 0,11  | Nv.   | 0      | en stagnation |
|                        | Autres partis                            | 701     | 0,22  | -     | 0      | -             |
|                        | Vote blanc                               | 3 490   | 1,12  | 0,34  |        |               |
|                        |                                          |         |       |       |        |               |
| Suffrages exprimés     | Suffrages exprimés                       | 312 923 | 99,18 |       |        |               |
| Votes nuls             | Votes nuls                               | 2 581   | 0,82  |       |        |               |
| Total                  | Total                                    | 315 504 | 100   | -     | 6      | en stagnation |
| Abstention             | Abstention                               | 154 090 | 32,81 |       |        |               |
| Inscrits/Participation | Inscrits/Participation                   | 469 594 | 67,19 |       |        |               |

#### Cadix
| Parti                  | Parti                                                   | Voix    | %     | +/-   | Sièges | +/-           |
| ---------------------- | ------------------------------------------------------- | ------- | ----- | ----- | ------ | ------------- |
|                        | Parti populaire (PP)                                    | 291 897 | 47,06 | 8,85  | 5      | 1             |
|                        | Parti socialiste ouvrier espagnol (PSOE)                | 203 251 | 32,77 | 18,34 | 3      | 2             |
|                        | Gauche plurielle (IULV-CA)                              | 54 262  | 8,75  | 3,94  | 0      | en stagnation |
|                        | Union, progrès et démocratie (UPyD)                     | 29 761  | 4,80  | 3,93  | 0      | en stagnation |
|                        | Parti andalou (PA)                                      | 19 289  | 3,11  | 0,61  | 0      | en stagnation |
|                        | Equo                                                    | 4 345   | 0,70  | Nv.   | 0      | en stagnation |
|                        | Parti animaliste contre la maltraitance animale (PACMA) | 2 872   | 0,46  | 0,22  | 0      | en stagnation |
|                        | Sièges en blanc (EB)                                    | 2 329   | 0,38  | Nv.   | 0      | en stagnation |
|                        | Parti communiste des peuples d'Espagne (PCPE)           | 1 072   | 0,17  | 0,05  | 0      | en stagnation |
|                        | Hartos.org                                              | 921     | 0,15  | Nv.   | 0      | en stagnation |
|                        | Gauche anticapitaliste (IA)                             | 874     | 0,14  | Nv.   | 0      | en stagnation |
|                        | Parti de l’Internet (Internet)                          | 603     | 0,10  | Nv.   | 0      | en stagnation |
|                        | Unification communiste de l'Espagne (UCE)               | 265     | 0,04  | Nv.   | 0      | en stagnation |
|                        | Vote blanc                                              | 8 511   | 1,37  | 0,34  |        |               |
|                        |                                                         |         |       |       |        |               |
| Suffrages exprimés     | Suffrages exprimés                                      | 620 252 | 99,11 |       |        |               |
| Votes nuls             | Votes nuls                                              | 5 539   | 0,89  |       |        |               |
| Total                  | Total                                                   | 625 791 | 100   | -     | 8      | 1             |
| Abstention             | Abstention                                              | 355 270 | 36,21 |       |        |               |
| Inscrits/Participation | Inscrits/Participation                                  | 981 061 | 63,79 |       |        |               |

#### Cordoue
| Parti                  | Parti                                         | Voix    | %     | +/-   | Sièges | +/-           |
| ---------------------- | --------------------------------------------- | ------- | ----- | ----- | ------ | ------------- |
|                        | Parti populaire (PP)                          | 209 067 | 44,61 | 7,00  | 3      | 1             |
|                        | Parti socialiste ouvrier espagnol (PSOE)      | 170 367 | 36,35 | 14,50 | 3      | 1             |
|                        | Gauche plurielle (IULV-CA)                    | 46 066  | 9,83  | 2,79  | 0      | en stagnation |
|                        | Union, progrès et démocratie (UPyD)           | 17 998  | 3,84  | 3,26  | 0      | en stagnation |
|                        | Parti andalou (PA)                            | 10 453  | 2,23  | 0,59  | 0      | en stagnation |
|                        | Equo                                          | 3 782   | 0,81  | Nv.   | 0      | en stagnation |
|                        | Sièges en blanc (EB)                          | 1 786   | 0,38  | Nv.   | 0      | en stagnation |
|                        | Parti communiste des peuples d'Espagne (PCPE) | 982     | 0,21  | 0,12  | 0      | en stagnation |
|                        | Pour un monde + juste (PUM+J)                 | 701     | 0,15  | 0,02  | 0      | en stagnation |
|                        | Démocratie nationale (DN)                     | 502     | 0,11  | 0,06  | 0      | en stagnation |
|                        | Autres partis                                 | 429     | 0,09  | -     | 0      | -             |
|                        | Vote blanc                                    | 6 490   | 1,38  | 0,25  |        |               |
|                        |                                               |         |       |       |        |               |
| Suffrages exprimés     | Suffrages exprimés                            | 468 623 | 98,90 |       |        |               |
| Votes nuls             | Votes nuls                                    | 5 224   | 1,10  |       |        |               |
| Total                  | Total                                         | 473 847 | 100   | -     | 6      | en stagnation |
| Abstention             | Abstention                                    | 178 239 | 27,33 |       |        |               |
| Inscrits/Participation | Inscrits/Participation                        | 652 086 | 72,67 |       |        |               |

#### Grenade
| Parti                  | Parti                                                   | Voix    | %     | +/-           | Sièges | +/-           |
| ---------------------- | ------------------------------------------------------- | ------- | ----- | ------------- | ------ | ------------- |
|                        | Parti populaire (PP)                                    | 237 785 | 46,74 | 5,66          | 4      | 1             |
|                        | Parti socialiste ouvrier espagnol (PSOE)                | 185 867 | 36,53 | 13,43         | 3      | 1             |
|                        | Gauche plurielle (IULV-CA)                              | 40 360  | 7,93  | 2,91          | 0      | en stagnation |
|                        | Union, progrès et démocratie (UPyD)                     | 26 255  | 5,16  | 4,16          | 0      | en stagnation |
|                        | Parti andalou (PA)                                      | 3 942   | 0,77  | 0,13          | 0      | en stagnation |
|                        | Equo                                                    | 3 852   | 0,76  | Nv.           | 0      | en stagnation |
|                        | Parti animaliste contre la maltraitance animale (PACMA) | 1 370   | 0,27  | 0,13          | 0      | en stagnation |
|                        | Sièges en blanc (EB)                                    | 1 200   | 0,24  | Nv.           | 0      | en stagnation |
|                        | Parti communiste des peuples d'Espagne (PCPE)           | 873     | 0,17  | 0,13          | 0      | en stagnation |
|                        | Parti régionaliste pour l'Andalousie orientale (PRAO)   | 620     | 0,12  | Nv.           | 0      | en stagnation |
|                        | Pour un monde + juste (PUM+J)                           | 544     | 0,11  | en stagnation | 0      | en stagnation |
|                        | Gauche anticapitaliste (IA)                             | 484     | 0,10  | Nv.           | 0      | en stagnation |
|                        | Autres partis                                           | 336     | 0,07  | -             | 0      | -             |
|                        | Vote blanc                                              | 5 294   | 1,04  | 0,17          |        |               |
|                        |                                                         |         |       |               |        |               |
| Suffrages exprimés     | Suffrages exprimés                                      | 508 782 | 98,98 |               |        |               |
| Votes nuls             | Votes nuls                                              | 5 252   | 1,02  |               |        |               |
| Total                  | Total                                                   | 514 034 | 100   | -             | 7      | en stagnation |
| Abstention             | Abstention                                              | 221 167 | 30,08 |               |        |               |
| Inscrits/Participation | Inscrits/Participation                                  | 514 034 | 69,92 |               |        |               |

#### Huelva
| Parti                  | Parti                                                   | Voix    | %     | +/-   | Sièges | +/-           |
| ---------------------- | ------------------------------------------------------- | ------- | ----- | ----- | ------ | ------------- |
|                        | Parti populaire (PP)                                    | 115 651 | 43,89 | 8,89  | 3      | 1             |
|                        | Parti socialiste ouvrier espagnol (PSOE)                | 106 835 | 40,54 | 15,13 | 2      | 1             |
|                        | Gauche plurielle (IULV-CA)                              | 18 532  | 7,03  | 2,11  | 0      | en stagnation |
|                        | Union, progrès et démocratie (UPyD)                     | 9 048   | 3,43  | 2,57  | 0      | en stagnation |
|                        | Parti andalou (PA)                                      | 4 992   | 1,89  | 0,36  | 0      | en stagnation |
|                        | Equo                                                    | 2 001   | 0,76  | Nv.   | 0      | en stagnation |
|                        | Sièges en blanc (EB)                                    | 917     | 0,35  | Nv.   | 0      | en stagnation |
|                        | Parti animaliste contre la maltraitance animale (PACMA) | 821     | 0,31  | 0,18  | 0      | en stagnation |
|                        | Parti communiste des peuples d'Espagne (PCPE)           | 444     | 0,17  | 0,09  | 0      | en stagnation |
|                        | Pour un monde + juste (PUM+J)                           | 309     | 0,12  | 0,04  | 0      | en stagnation |
|                        | Démocratie nationale (DN)                               | 296     | 0,11  | 0,04  | 0      | en stagnation |
|                        | Républicains (RPS)                                      | 249     | 0,09  | Nv.   | 0      | en stagnation |
|                        | Vote blanc                                              | 3 412   | 1,29  | 0,32  |        |               |
|                        |                                                         |         |       |       |        |               |
| Suffrages exprimés     | Suffrages exprimés                                      | 263 507 | 98,71 |       |        |               |
| Votes nuls             | Votes nuls                                              | 3 281   | 1,23  |       |        |               |
| Total                  | Total                                                   | 266 788 | 100   | -     | 5      | en stagnation |
| Abstention             | Abstention                                              | 125 967 | 32,07 |       |        |               |
| Inscrits/Participation | Inscrits/Participation                                  | 392 755 | 67,93 |       |        |               |

#### Jaén
| Parti                  | Parti                                                 | Voix    | %     | +/-   | Sièges | +/-           |
| ---------------------- | ----------------------------------------------------- | ------- | ----- | ----- | ------ | ------------- |
|                        | Parti populaire (PP)                                  | 183 339 | 45,44 | 8,94  | 3      | 1             |
|                        | Parti socialiste ouvrier espagnol (PSOE)              | 165 348 | 40,98 | 14,50 | 3      | 1             |
|                        | Gauche plurielle (IULV-CA)                            | 28 059  | 6,95  | 2,16  | 0      | en stagnation |
|                        | Union, progrès et démocratie (UPyD)                   | 13 727  | 3,40  | 2,93  | 0      | en stagnation |
|                        | Parti andalou (PA)                                    | 4 920   | 1,22  | 0,10  | 0      | en stagnation |
|                        | Equo                                                  | 2 149   | 0,53  | Nv.   | 0      | en stagnation |
|                        | Parti régionaliste pour l'Andalousie orientale (PRAO) | 911     | 0,23  | Nv.   | 0      | en stagnation |
|                        | Solidarité et autogestion internationaliste (SAIn)    | 454     | 0,11  | 0,04  | 0      | en stagnation |
|                        | Unification communiste de l'Espagne (UCE)             | 412     | 0,10  | Nv.   | 0      | en stagnation |
|                        | Vote blanc                                            | 4 124   | 1,02  | 0,24  |        |               |
|                        |                                                       |         |       |       |        |               |
| Suffrages exprimés     | Suffrages exprimés                                    | 403 443 | 98,99 |       |        |               |
| Votes nuls             | Votes nuls                                            | 4 130   | 1,01  |       |        |               |
| Total                  | Total                                                 | 407 573 | 100   | -     | 6      | en stagnation |
| Abstention             | Abstention                                            | 129 463 | 24,11 |       |        |               |
| Inscrits/Participation | Inscrits/Participation                                | 407 573 | 75,89 |       |        |               |

#### Málaga
| Parti                  | Parti                                                   | Voix      | %     | +/-   | Sièges | +/-           |
| ---------------------- | ------------------------------------------------------- | --------- | ----- | ----- | ------ | ------------- |
|                        | Parti populaire (PP)                                    | 357 578   | 49,66 | 6,70  | 6      | 1             |
|                        | Parti socialiste ouvrier espagnol (PSOE)                | 227 463   | 31,59 | 15,39 | 3      | 2             |
|                        | Gauche plurielle (IULV-CA)                              | 64 969    | 9,02  | 3,95  | 1      | 1             |
|                        | Union, progrès et démocratie (UPyD)                     | 40 407    | 5,61  | 4,65  | 0      | en stagnation |
|                        | Parti andalou (PA)                                      | 7 442     | 1,03  | 0,43  | 0      | en stagnation |
|                        | Equo                                                    | 5 369     | 0,75  | Nv.   | 0      | en stagnation |
|                        | Parti animaliste contre la maltraitance animale (PACMA) | 2 903     | 0,40  | 0,23  | 0      | en stagnation |
|                        | Sièges en blanc (EB)                                    | 1 996     | 0,28  | Nv.   | 0      | en stagnation |
|                        | Parti communiste des peuples d'Espagne (PCPE)           | 1 108     | 0,15  | 0,06  | 0      | en stagnation |
|                        | Action citoyenne pour Malaga (ACIMA)                    | 966       | 0,13  | Nv.   | 0      | en stagnation |
|                        | Parti humaniste (PH)                                    | 756       | 0,10  | 0,06  | 0      | en stagnation |
|                        | Autres partis                                           | 724       | 0,10  | -     | 0      | -             |
|                        | Vote blanc                                              | 8 350     | 1,16  | 0,11  |        |               |
|                        |                                                         |           |       |       |        |               |
| Suffrages exprimés     | Suffrages exprimés                                      | 720 031   | 99,06 |       |        |               |
| Votes nuls             | Votes nuls                                              | 6 834     | 0,94  |       |        |               |
| Total                  | Total                                                   | 726 865   | 100   | -     | 10     | en stagnation |
| Abstention             | Abstention                                              | 389 411   | 34,88 |       |        |               |
| Inscrits/Participation | Inscrits/Participation                                  | 1 116 276 | 65,12 |       |        |               |

#### Séville
| Parti                  | Parti                                         | Voix      | %     | +/-   | Sièges | +/-           |
| ---------------------- | --------------------------------------------- | --------- | ----- | ----- | ------ | ------------- |
|                        | Parti socialiste ouvrier espagnol (PSOE)      | 442 267   | 41,72 | 16,37 | 6      | 2             |
|                        | Parti populaire (PP)                          | 410 046   | 38,68 | 7,19  | 5      | 1             |
|                        | Gauche plurielle (IULV-CA)                    | 91 519    | 8,63  | 3,24  | 1      | 1             |
|                        | Union, progrès et démocratie (UPyD)           | 58 502    | 5,52  | 4,27  | 0      | en stagnation |
|                        | Parti andalou (PA)                            | 23 302    | 2,20  | 0,51  | 0      | en stagnation |
|                        | Equo                                          | 11 313    | 1,07  | Nv.   | 0      | en stagnation |
|                        | Sièges en blanc (EB)                          | 2 966     | 0,28  | Nv.   | 0      | en stagnation |
|                        | Pour un monde + juste (PUM+J)                 | 1 415     | 0,13  | 0,06  | 0      | en stagnation |
|                        | Gauche anticapitaliste (IA)                   | 1 194     | 0,11  | Nv.   | 0      | en stagnation |
|                        | Phalange espagnole (FE-JONS)                  | 1 160     | 0,11  | 0,07  | 0      | en stagnation |
|                        | Parti communiste des peuples d'Espagne (PCPE) | 1 077     | 0,10  | 0,05  | 0      | en stagnation |
|                        | Autres partis                                 | 1 825     | 0,17  | -     | 0      | -             |
|                        | Vote blanc                                    | 13 596    | 1,28  | 0,17  |        |               |
|                        |                                               |           |       |       |        |               |
| Suffrages exprimés     | Suffrages exprimés                            | 1 060 182 | 98,84 |       |        |               |
| Votes nuls             | Votes nuls                                    | 12 464    | 1,16  |       |        |               |
| Total                  | Total                                         | 1 072 646 | 100   | -     | 12     | en stagnation |
| Abstention             | Abstention                                    | 433 483   | 28,78 |       |        |               |
| Inscrits/Participation | Inscrits/Participation                        | 1 506 129 | 71,22 |       |        |               |